# Giro del Lussemburgo 1973
Il Giro del Lussemburgo 1973, trentasettesima edizione della corsa, si svolse dal 14 al 18 giugno su un percorso di 756 km ripartiti in 4 tappe più un cronoprologo, con partenza a Lussemburgo e arrivo a Esch-sur-Alzette. Fu vinto dal francese Sylvain Vasseur della Bic davanti al belga Willy Planckaert e al francese Jean-Pierre Guitard.

## Tappe
| Tappa  | Data      | Percorso                                    | km  | Vincitore di tappa  | Leader cl. generale |
| ------ | --------- | ------------------------------------------- | --- | ------------------- | ------------------- |
| Prol.  | 14 giugno | Lussemburgo > Lussemburgo (cron. a squadre) | 7,5 | Bic                 |                     |
| 1ª     | 15 giugno | Lussemburgo > Bettembourg                   | 193 | Willy Planckaert    |                     |
| 2ª     | 16 giugno | Bettembourg > Echternach                    | 189 | Jean-Pierre Guitard |                     |
| 3ª     | 17 giugno | Echternach > Diekirch                       | 210 | Sylvain Vasseur     |                     |
| 4ª     | 18 giugno | Diekirch > Esch-sur-Alzette                 | 156 | Lucien De Brauwere  | Sylvain Vasseur     |
| Totale | Totale    | Totale                                      | 756 |                     |                     |

## Dettagli delle tappe

### Prologo
- 14 giugno: Lussemburgo > Lussemburgo (cron. a squadre) – 7,5 km

| Pos. | Squadra            | Tempo  |
| ---- | ------------------ | ------ |
| 1    | Bic                | 10'01" |
| 2    | Rokado-de Gribaldy | a 3"   |
| 3    | Ijsboerke-Bertin   | a 12"  |

| Pos. | Corridore | Squadra | Tempo |
| ---- | --------- | ------- | ----- |

### 1ª tappa
- 15 giugno: Lussemburgo > Bettembourg – 193 km

| Pos. | Corridore        | Squadra   | Tempo    |
| ---- | ---------------- | --------- | -------- |
| 1    | Willy Planckaert | Ijsboerke | 4h58'20" |
| 2    | André Dierickx   | Flandria  | a 4"     |
| 3    | Gerard Vianen    | Gitane    | a 5"     |

| Pos. | Corridore | Squadra | Tempo |
| ---- | --------- | ------- | ----- |

### 2ª tappa
- 16 giugno: Bettembourg > Echternach – 189 km

| Pos. | Corridore           | Squadra   | Tempo    |
| ---- | ------------------- | --------- | -------- |
| 1    | Jean-Pierre Guitard | Peugeot   | 5h36'52" |
| 2    | Willy Planckaert    | Ijsboerke | a 13"    |
| 3    | Roger Gilson        | Rokado    | a 15"    |

| Pos. | Corridore | Squadra | Tempo |
| ---- | --------- | ------- | ----- |

### 3ª tappa
- 17 giugno: Echternach > Diekirch – 210 km

| Pos. | Corridore             | Squadra  | Tempo    |
| ---- | --------------------- | -------- | -------- |
| 1    | Sylvain Vasseur       | Bic      | 5h55'25" |
| 2    | Jean-Pierre Parenteau | Peugeot  | a 2'23"  |
| 3    | Daniel Verplancke     | Flandria | a 7'12"  |

| Pos. | Corridore | Squadra | Tempo |
| ---- | --------- | ------- | ----- |

### 4ª tappa
- 18 giugno: Diekirch > Esch-sur-Alzette – 156 km

| Pos. | Corridore          | Squadra    | Tempo    |
| ---- | ------------------ | ---------- | -------- |
| 1    | Lucien De Brauwere | Flandria   | 3h59'34" |
| 2    | Willy Planckaert   | Ijsboerke  | a 9"     |
| 3    | Jo Vrancken        | Canada Dry | a 10"    |

| Pos. | Corridore           | Squadra   | Tempo     |
| ---- | ------------------- | --------- | --------- |
| 1    | Sylvain Vasseur     | Bic       | 20h31'55" |
| 2    | Willy Planckaert    | Ijsboerke | a 11'19"  |
| 3    | Jean-Pierre Guitard | Peugeot   | a 11'24"  |

## Classifiche finali

### Classifica generale
| Pos. | Corridore           | Squadra                    | Tempo     |
| ---- | ------------------- | -------------------------- | --------- |
| 1    | Sylvain Vasseur     | Bic                        | 20h31'55" |
| 2    | Willy Planckaert    | Ijsboerke-Bertin           | a 11'19"  |
| 3    | Jean-Pierre Guitard | Peugeot-BP-Michelin        | a 11'24"  |
| 4    | Hennie Kuiper       | Rokado-de Gribaldy         | a 11'29"  |
| 5    | Jürgen Tschan       | Peugeot-BP-Michelin        | a 11'35"  |
| 6    | Roger Gilson        | Rokado-de Gribaldy         | a 11'39"  |
| 7    | Charly Rouxel       | Peugeot-BP-Michelin        | a 11'40"  |
| 8    | Leif Mortensen      | Bic                        | s.t.      |
| 9    | Robert Bouloux      | Peugeot-BP-Michelin        | s.t.      |
| 10   | André Dierickx      | Flandria-Carpenter-Shimano | a 12'27"  |